# Sarina Farhadi
Sarina Farhadi (en persan : سارینا فرهادی), née en 1997 ou en 1998, est une actrice iranienne.

## Biographie
Sarina Farhadi est la fille des réalisateurs Parisa Bakhtavar et Asghar Farhadi sous la direction duquel elle joue dans Une séparation.

## Filmographie partielle

### Au cinéma
- 2008 : Dayere Zangi de Parisa Bakhtavar : la fille de Razzaaghi
- 2011 : Une séparation (Jodaeiye Nader az Simin) d'Asghar Farhadi : Termeh
- 2021 : Un héros d'Asghar Farhadi

## Distinctions
En 2011, elle remporte l'Ours d'argent de la meilleure actrice au 61e Festival international du film de Berlin pour son interprétation de Termeh dans le film Une séparation de son père, Asghar Farhadi. Ce prix est partagé avec les actrices Sareh Bayat, Leila Hatami et Kimia Hosseini.